# Sphaceloma populi
Sphaceloma populi är en svampart som först beskrevs av Pier Andrea Saccardo, och fick sitt nu gällande namn av Jenkins 1932. Sphaceloma populi ingår i släktet Sphaceloma och familjen Elsinoaceae.   Inga underarter finns listade i Catalogue of Life.